# 莫振奎
莫振奎（1943年5月—），男，山东夏津人，中华人民共和国政治人物，曾任中共泰安市委书记，山东省人大常委会副主任。